# 필립 데이비스 (정치인)

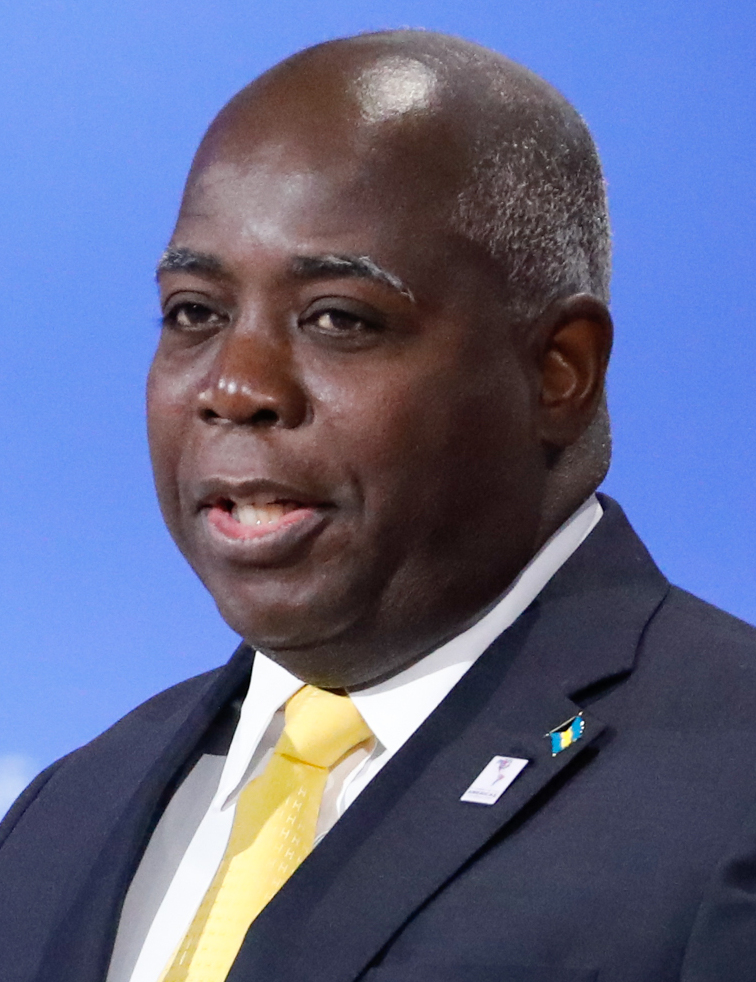

필립 데이비스(Philip Davis, 1951년 6월 7일 ~ )는 바하마의 정치인이다. 진보자유당 소속으로, 1992년부터 1997년까지 그리고 2002년부터 현재까지 캣섬-럼케이섬-산살바도르섬 지역구의 국회의원으로 있으며, 2021년부터는 바하마의 총리로 재직 중이다.

## 같이 보기
- 바하마의 총리

| 전임 휴버트 미니스 | 제5대 바하마의 총리 2021년~현재 | 후임 현직 |